# Општина Водице
Општина Водице (словен. Vodice) је једна од општина Средњесловенска регија у држави Словенији. Седиште општине је истоимени градић Водице.

## Природне одлике
Рељеф: Општина Водице налази се у средишњем делу државе и северно од Љубљане. Општина заузима простор источно од реке Саве и у потпуности је равничарска.
Клима: У општини влада умерено континентална клима.
Воде: Западна граница општине је река Сава. Сви остали водотоци су мали и притоке су Саве.

## Становништво
Општина Водице је густо насељена.

## Насеља општине
| - Буковица при Водицах - Весца - Водице - Добруша - Дорнице - Војско - Запоге - Косезе | - Поље при Водицах - Поводје - Репње - Село при Водицах - Скаручна - Торово - Утик - Шинков Турн |  |